# Lasiancistrus planiceps
Lasiancistrus planiceps és una espècie de peix de la família dels loricàrids i de l'ordre dels siluriformes.

## Morfologia
Els mascles poden assolir els 23,5 cm de llargària total.

## Distribució geogràfica
Es troba a Centreamèrica: conques dels rius Tuira i Sambu.